# Fiodor Małyszew
Fiodor Pietrowicz Małyszew (ros. Фёдор Петрович Малышев, ur. 1900 we wsi Bałki w guberni taurydzkiej, zm. ?) – funkcjonariusz radzieckich służb specjalnych, kapitan bezpieczeństwa państwowego.

## Życiorys
Urodzony w biednej ukraińskiej rodzinie chłopskiej, do 1915 uczeń szkoły w rodzinnej wsi, od listopada 1917 do stycznia 1918 sekretarz wiejskiego komitetu rewolucyjnego w Iwanowce, później pracował w gospodarstwie ojca, od listopada 1918 do lutego 1919 był żołnierzem komunistycznej partyzantki, a od lutego do czerwca 1919 sekretarzem gminnego komitetu rewolucyjnego. Od czerwca do września 1919 w Armii Czerwonej, później ponownie w komunistycznej partyzantce, od lutego do czerwca 1920 znów sekretarz gminnego komitetu rewolucyjnego, po czym wrócił do partyzantki; od marca 1920 należał do RKP(b). Od maja 1920 funkcjonariusz zaporoskiej gubernialnej Czeki, od sierpnia 1922 pełnomocnik Krymskiej Czeki, od grudnia 1924 do września 1929 szef wydziału Oddziału Specjalnego Sił Morskich i Obrony Morza Czarnego i Azowskiego, od 6 września 1929 do 1 kwietnia 1930 p.o. szefa, następnie szef Wydziału Informacyjnego Pełnomocnego Przedstawicielstwa OGPU Krymu. Od 30 listopada 1930 do 1931 pomocnik szefa terskiego sektora operacyjnego GPU i szef Miejskiego Oddziału GPU w Piatigorsku, 1931 zastępca szefa, od 3 grudnia 1931 p.o. szefa, a od 28 kwietnia 1932 do 10 lipca 1934 szef Oddziału Specjalnego PP OGPU Krymu. Od 13 lipca 1934 do 27 grudnia 1935 szef Oddziału Specjalnego Zarządu Bezpieczeństwa Państwowego (UGB) Zarządu NKWD Krymskiej ASRR, od 25 grudnia 1935 kapitan bezpieczeństwa państwowego, od grudnia 1935 do 16 maja 1936 pomocnik szefa, a od 16 maja do 23 października 1936 zastępca szefa Oddziału Specjalnego UGB Zarządu NKWD Kraju Zachodniosyberyjskiego. Od 25 listopada do 25 grudnia 1936 szef Oddziału Specjalnego UGB Zarządu NKWD obwodu iwanowskiego, od 25 grudnia 1936 do 29 lipca 1937 szef Wydziału 5 UGB Zarządu NKWD obwodu iwanowskiego, następnie w dyspozycji Wydziału Kadr NKWD ZSRR, od 20 sierpnia 1937 do 28 marca 1938 szef Oddziału 7 Wydziału 5 Głównego Zarządu Bezpieczeństwa Państwowego. Od 28 marca do 20 sierpnia 1938 funkcjonariusz Wydziału 3 Zarządu 2 NKWD ZSRR, od 20 sierpnia do 29 września 1938 p.o. szefa Wydziału 4 Zarządu 2 NKWD ZSRR, od 29 września 1938 do października 1939 szef oddziału Wydziału 4 Głównego Zarządu Bezpieczeństwa Państwowego, następnie zwolniony z NKWD, później pracował m.in. w Ludowym Komisariacie/Ministerstwie Kolorowej Metalurgii ZSRR, w którym był szefem Wydziału 1; od sierpnia 1948 do grudnia 1950 szef Wydziału 1 Ministerstwa Przemysłu Metalurgicznego ZSRR.
13 kwietnia 1956 aresztowany, 2 grudnia 1957 skazany na 15 lat łagru, skąd został zwolniony 13 czerwca 1971. Nie został zrehabilitowany.

## Odznaczenia
- Order Czerwonej Gwiazdy (19 grudnia 1937)
- Medal jubileuszowy „XX lat Robotniczo-Chłopskiej Armii Czerwonej” (22 lutego 1938)
- Odznaka "Honorowy Funkcjonariusz Czeki/GPU (XV)" (20 grudnia 1932)

I 4 medale.